# Palpares bayoni
Palpares bayoni is een insect uit de familie van de mierenleeuwen (Myrmeleontidae), die tot de orde netvleugeligen (Neuroptera) behoort. 
Palpares bayoni is voor het eerst wetenschappelijk beschreven door Navás in 1915.